# Natalie Evans, Baroness Evans of Bowes Park

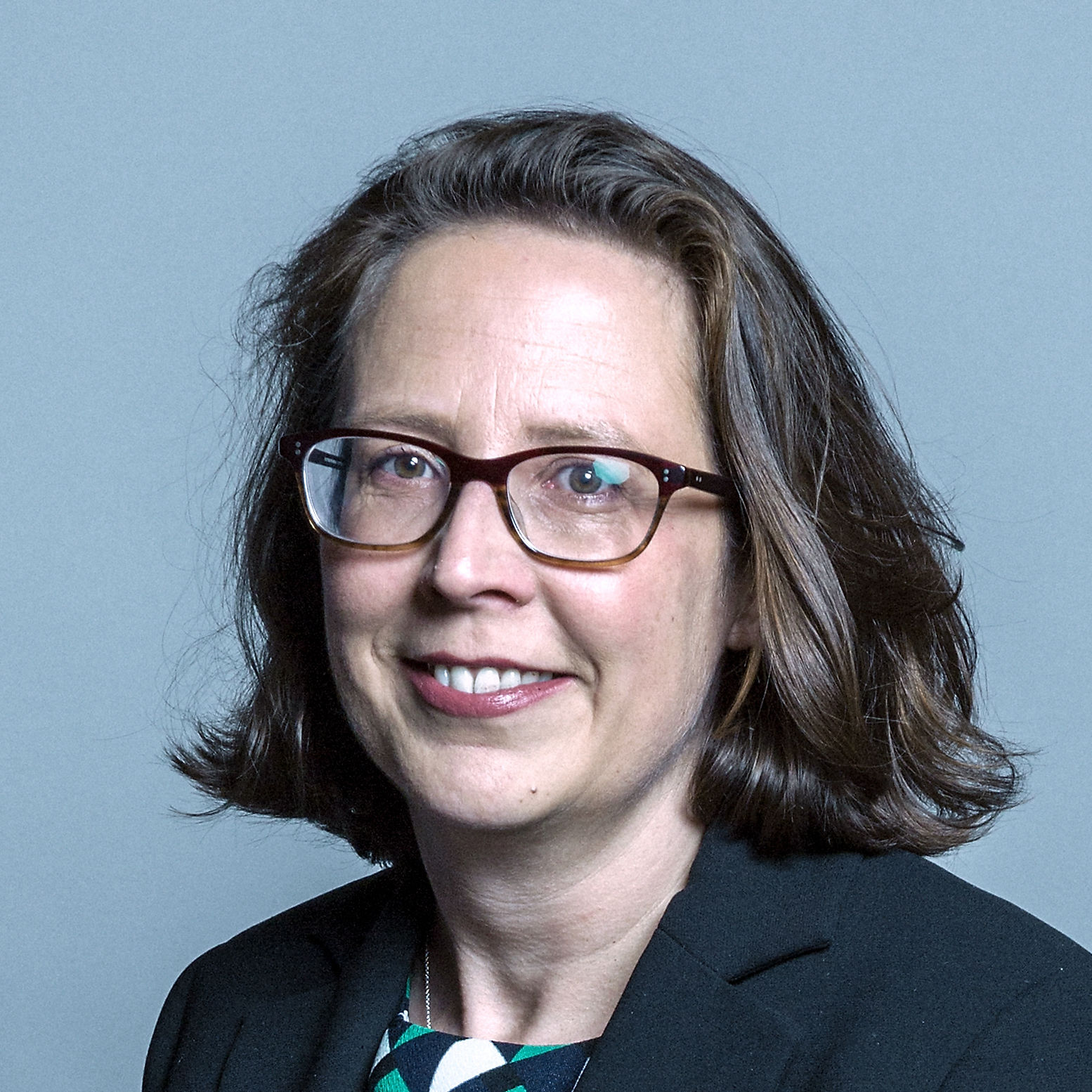
Evans (2018)

Natalie Jessica Evans, Baroness Evans of Bowes Park (* 29. November 1975) ist eine britische Politikerin der Conservative Party und Life Peer.

## Leben und Karriere
Sie besuchte die Rockport School in Holywood, Nordirland, und die Henrietta Barnett School in Hampstead, London. Sie studierte bis 1998 am Murray Edwards College der University of Cambridge.
Sie war Deputy Director at Policy Exchange sowie seit 2011 Chief Operating Officer und seit 2013 Direktorin des New Schools Network, als Nachfolgerin von Rachel Wolf, der früheren Beraterin von Boris Johnson und Michael Gove. Ihr Ehemann ist ein Special Adviser des britischen Parlamentariers und Staatssekretärs für Verteidigung Michael Fallon.
Sie wurde am 12. September 2014 im Alter von nur 38 Jahren mit dem Titel Baroness Evans of Bowes Park, of Bowes Park in the London Borough of Haringey, ein Life Peer und erhielt ihre Einführung in das House of Lords am 28. Oktober 2014 zusammen mit dem früheren EastEnders-Schauspieler Michael Cashman.
Seit 2016 war bzw. ist sie als Leader of the House of Lords zugleich Lordsiegelbewahrer in den Kabinetten May I und II sowie Johnson I und II.